# Pablo Rodríguez (giocatore di calcio a 5)
Pablo Yunen Rodríguez Ramírez, noto semplicemente come Pablo Rodríguez (15 maggio 1998), è un giocatore di calcio a 5 costaricano.

## Carriera
Talento precoce, Rodríguez ha debuttato nella nazionale costaricana all'età di 19 anni, facendosi apprezzare per la sua prolificità. Con la selezione centroamericana ha vinto la CONCACAF Futsal Championship 2021 e, nello stesso anno, ha partecipato alla Coppa del Mondo.

## Palmarès

### Nazionale
- CONCACAF Futsal Championship: 1
Guatemala 2021